# Болтенхаген
Болтенхаген (њем. Boltenhagen) општина је у њемачкој савезној држави Мекленбург-Западна Померанија. Једно је од 91 општинског средишта округа Нордвестмекленбург. Према процјени из 2010. у општини је живјело 2.545 становника. Посједује регионалну шифру (AGS) 13058014.

## Географски и демографски подаци
Болтенхаген се налази у савезној држави Мекленбург-Западна Померанија у округу Нордвестмекленбург. Општина се налази на надморској висини од 4 метра. Површина општине износи 18,2 km². У самом мјесту је, према процјени из 2010. године, живјело 2.545 становника. Просјечна густина становништва износи 140 становника/km².